# Psicología del deporte

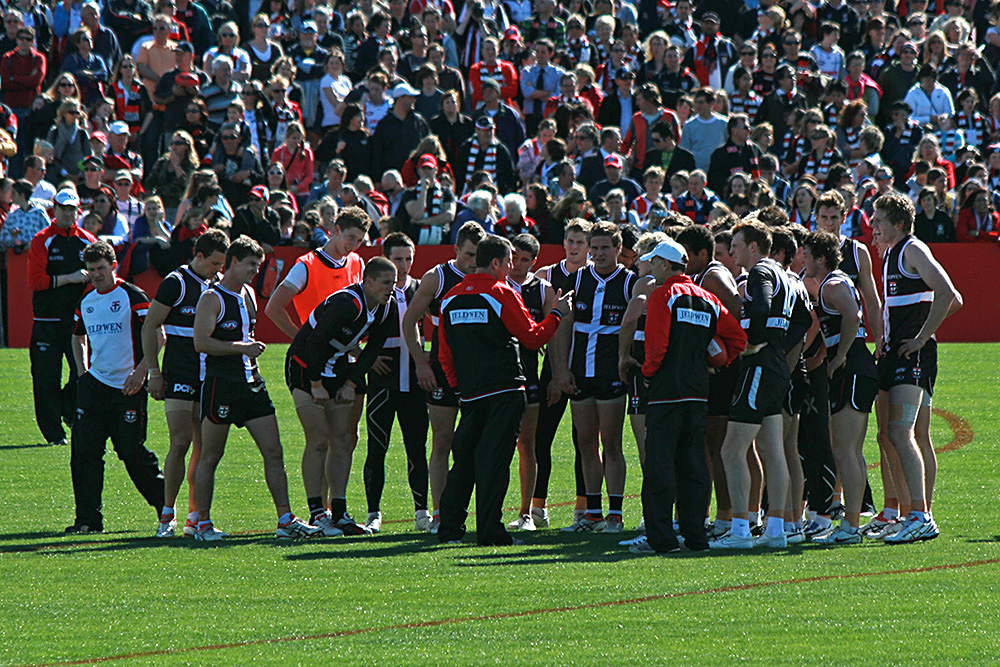
Entrenador dirigiendo a su equipo de fútbol autraliano.

La Psicología del deporte es una disciplina compleja que surge en la intersección de la psicología y las ciencias de la cultura física y el deporte. Esta integración la convierte en una disciplina única que requiere que sus profesionales interactúen en diferentes campos conceptuales, teóricos y metodológicos.

## Características
La Psicología del deporte tiene como objetivo comprender y mejorar el rendimiento, la salud mental y el bienestar de los atletas, entrenadores y otros profesionales del deporte. Su enfoque interdisciplinario permite abordar una amplia gama de temas, desde la motivación y la ansiedad hasta la recuperación de lesiones y el desarrollo de habilidades. Además, contempla el fortalecimiento de habilidades mentales como la concentración, la autoconfianza y el manejo emocional en contextos competitivos.
La Psicología aplicada al Deporte constituye una especialidad de la Psicología dedicada al estudio de la “población en situación deportiva” (pre-prevención), la “persona en situación deportiva” (prevención primaria), el “paciente en situación deportiva” (prevención secundaria), y la “persona, discapacitado mental y/o enfermo mental, en situación deportiva” (prevención terciaria), es decir, la relación entre los seres humanos y la actividad deportiva a través de los diferentes niveles de prevención.
La Psicología deportiva, también denominada Psicología del Deporte o Psicodeportología, es el sector de la Psicología aplicada al Deporte que corresponde a la pre-prevención y a la prevención primaria. Estudia el comportamiento humano antes, durante y después de la actividad deportiva en relación con la personalidad, a la motivación, a las tasas de ansiedad y de agresividad, a las dinámicas de grupo en los deportes colectivos, porque el atleta experimenta situaciones mentales extremas y correspondientes sensaciones impulsivas que no se manifiestan en las actividades normales del deportista. 
También la Psicología del Deporte se enfoca en el estudio de técnicas encaminadas a maximizar las capacidades mentales de cada atleta, como su concentración, atención, control sobre las emociones y como hacer uso de ellas en momentos estratégicos de cada deporte. Tampoco, en la Psicología deportiva, se debe dejar de lado la motivación presente en cada atleta dentro y fuera del campo de juego, su nivel de compromiso y perseverancia. No se debe olvidar que cada atleta tiene cualidades distintas a los demás y son aspectos que deben ser evaluados para crear un plan de intervención dirigido a maximizar sus capacidades mentales en pro de un mejor manejo de emociones dentro y fuera del terreno de juego a nivel competitivo o en el deporte de alto rendimiento. Se debe diferenciar al deporte recreativo del deporte competitivo y entender que la Psicología del Deporte, sólo es aplicable a nivel competitivo y de alto rendimiento.
Para ejercer la psicología del deporte es esencial que los profesionales adquieran una capacitación previa y un lenguaje común para comunicarse eficazmente con especialistas de diversas ramas dentro del campo de la cultura física y el deporte. Esta interacción enriquece la comprensión de la complejidad del rendimiento deportivo y permite la implementación de intervenciones personalizadas que promueven el éxito y el bienestar en el ámbito deportivo.
En trabajos prácticos y teóricos asociados con la psicología del deporte, los investigadores han hecho referencia a la imaginación guiada y a la influencia del entrenamiento con imágenes en el rendimiento deportivo, la recuperación de lesiones y la ansiedad física. La imaginación guiada es una técnica de relajación que implica el uso de la imaginación para crear imágenes mentales vívidas de escenas pacíficas y relajantes. Al fortalecer el entrenamiento de imágenes técnicas y estratégicas, los atletas pueden rendir a un nivel superior, alcanzar sus objetivos y mejorar la satisfacción general con su proceso de competición y su rendimiento. Los hábitos psicológicos generales para el bienestar mental, incluido un enfoque en la resiliencia, la resistencia física y el sueño, también interactúan en la ciencia psicológica del deporte entre distintos atletas, incluidos los jugadores de fútbol.

### Técnicas que emplea
La psicología deportiva emplea una variedad de técnicas y enfoques para ayudar a los deportistas a maximizar su rendimiento y bienestar mental. Algunas de las técnicas más comunes en la psicología deportiva incluyen:
- Visualización: También conocida como imaginación motora, esta técnica implica la creación de imágenes mentales vívidas de un rendimiento exitoso. Los deportistas visualizan en su mente la ejecución perfecta de habilidades específicas, lo que puede ayudarles a mejorar la confianza, la concentración y la preparación para la competición.

- Establecimiento de metas: Ayudar a los deportistas a establecer metas claras, específicas y alcanzables puede aumentar la motivación y el enfoque. Los psicólogos deportivos trabajan con los atletas para desarrollar estrategias de establecimiento de metas efectivas que los ayuden a mejorar su rendimiento.

- Habilidades de afrontamiento: Ayudar a los deportistas a desarrollar habilidades de afrontamiento efectivas para hacer frente a la presión, el fracaso, las lesiones y otros desafíos es fundamental para su éxito a largo plazo. Esto puede incluir técnicas como la reestructuración cognitiva, el autohabla positiva y el desarrollo de la resiliencia.

- Concentración: La capacidad de mantener la concentración y el enfoque en el momento presente es crucial para el rendimiento deportivo. Los psicólogos deportivos trabajan con los atletas para desarrollar técnicas de atención plena y concentración que les ayuden a bloquear las distracciones y mantenerse concentrados en sus objetivos.

La combinación de estas técnicas puede variar según las necesidades individuales de cada atleta y el deporte específico en el que estén involucrados.

## Historia

### Antecedentes
Es una disciplina relativamente joven ya que el primer laboratorio de investigación dedicado al tema se abrió en 1925 y en 1965 se estableció la sociedad internacional de psicología del deporte. Para la década de 1970 la psicología del deporte se había introducido como un curso universitario ofrecido en instituciones educativas de América del Norte.
En la década de 1980 la psicología del deporte se convirtió en objeto de un enfoque científico más riguroso, los investigadores comenzaron a explorar cómo se podría utilizar la psicología para mejorar el rendimiento deportivo, también analizaron cómo se podría utilizar el ejercicio para mejorar el estado de ánimo y reducir los niveles de estrés.
En la historia de la Psicología del deporte se ha llevado a cabo a lo largo de estos últimos  100 año; donde se han  desarrollado  investigaciones tales cosas como:
- Las raíces de la psicología del deporte en la psicología experimental (1879-1920)
- Los antecedentes inmediatos de la psicología del deporte (1920-1945)
- Las investigaciones sobre aprendizaje motor y el desarrollo de la Psicología del Deporte (1946-1964)
- Reconocimiento oficial de la psicología del deporte como un nuevo ámbito de aplicación de la psicología (1965-1979)
- Consolidación de la psicología del deporte y el afianzamiento de la vertiente aplicada (1980-actualidad)

Aunque es relativamente poca la literatura o información que hay al respecto sobre otros cuerpos de conocimiento, hay revisiones bibliográficas las cuales generalmente están delimitadas a distintas zonas geográficas específicas.
Es por estos y otros motivos que es necesario tomar la historia de la psicología del  deporte como un tema que encuentra ciertas limitaciones para considerarse un saber robusto o de unión.

### Sociedad Internacional de Psicología del Deporte
En 1965 se realizó en Roma el I Congreso y Asamblea Constitutiva de la Sociedad Internacional de Psicología del Deporte. En el mismo, fue presentado un trabajo bibliográfico elaborado por P. Kunath, A.M. Olsen, J. Recla y F. Antonelli, en el que se recogían 1898 títulos de libros y artículos referentes a la Psicología del Deporte, evidenciando tanto el volumen del estudio e investigación en esta materia, como la variedad de temas que se inscribían en la denominación general de Psicología del Deporte.
Desde ese momento hasta el III Congreso, realizado en Colonia en 1972, se observó un incremento extraordinario en la presentación de trabajos sobre la especialidad. En ese III Congreso de Psicología del Deporte, teniendo en cuenta los intereses que surgieron en esos últimos años, un grupo de trabajo especificó que los sectores típicos de la Psicología del Deporte referían al estudio de la personalidad del atleta, de los fundamentos psicológicos de la capacidad motriz, de la preparación para las competiciones, de la selección de los atletas, de la psicología del grupo y de la psicología de cada deportista, del entrenamiento y de la competición (Bouet, Chudadov, Dimitrov, Hahn, Heff, Roig-Ibáñez, Rothing, Vanek). 
También en 1972, durante el Simposio de Psicología del Deporte en Macolín el tema de “Psicología deportiva, ¿por qué?”, varios participantes ahondaron en los objetivos de la disciplina en torno al interrogante: “¿Una psicología del deporte, o una psicología de la persona que hace deporte? Se evidenció allí una clara tendencia a rechazar una intervención del psicólogo deportivo únicamente orientada al resultado de la competición y al alto rendimiento deportivo, ampliando las incumbencias de la Psicología deportiva al incluir temas como el transferir los conocimientos de la disciplina al sector de intervención rehabilitadora (para jóvenes minusválidos, física o mentalmente), el estudio de la práctica colectiva del deporte (las condiciones, los fenómenos, las consecuencias de la actividad lúdico-competitiva en jóvenes, ancianos, mujeres, trabajadores y escolares), o la contribución que la Psicología deportiva puede ofrecer a la Pedagogía (la aportación socializante y educativa del instructor o entrenador).
En el mismo Simposio, se presentó una argumentación en la que se defiende la teoría de que la Psicología del Deporte puede afirmarse como una ciencia en la que el objeto de estudio no es la actividad humana en general, sino el deporte como un género de la actividad humana, es decir, la actividad deportiva. Se plantea entonces que la especificidad del objeto, la particularidad psicológica de la actividad deportiva, y la personalidad del deportista, son fenómenos específicos cuyo estudio requiere una rama especializada de la ciencia que se denomina Psicología del Deporte.

## Aplicación e investigaciones
Además de las investigaciones de neuropsicología que se avalan de técnicas psicofísicas, y a las investigaciones conductuales como el control de tiempos de reacción, la psicología deportiva ha elaborado un test para medir la ansiedad en la actividad deportiva (Sport Competition Anxiety Test - SCAT), para tratar con la agresividad con la motivación se han establecido técnicas existente modificadas para servir al deportista como el relajamiento, el entrenamiento autógeno, el biofeedback, la hipnosis, el entrenamiento a las relaciones interpersonales en caso de un deporte de conjunto. Las investigaciones de la psicología deportiva de personalidad, de la motivación y de la influencia social, con análisis multivariadas e interactivas.
Los problemas psicológicos y de comportamiento son frecuentes en niños y adolescentes. Una mejora de la autoestima es una forma de prevenir el desarrollo de estos problemas. Diversos estudios y revisiones indican un efecto positivo de la actividad física sobre la depresión, la ansiedad y problemas de conducta en niños y adolescentes. Sin embargo, estos estudios no se han actualizado desde su publicación inicial, por lo que es necesaria una revisión actualizada sobre la efectividad de las intervenciones basadas en el ejercicio para promover la autoestima en los niños y jóvenes.
Una revisión sistemática de 23 estudios, realizados en Estados Unidos, Canadá, Australia y Nigeria, y cuyos participantes fueron niños y adolescentes entre 3 y 20 años de edad, determinó que las intervenciones de ejercicios físicos tienen efectos positivos sobre la autoestima, al menos en el corto plazo. No hubo diferencias significativas en los efectos según la duración o el tipo de intervención, y dado que no se entregaron resultados de seguimiento, no se conocen los efectos a largo plazo. No obstante, existen varias deficiencias metodológicas y sesgos en los estudios, por lo que se necesitan más investigaciones que proporcionen evidencia más robusta.

## Psicología en deporte infantil

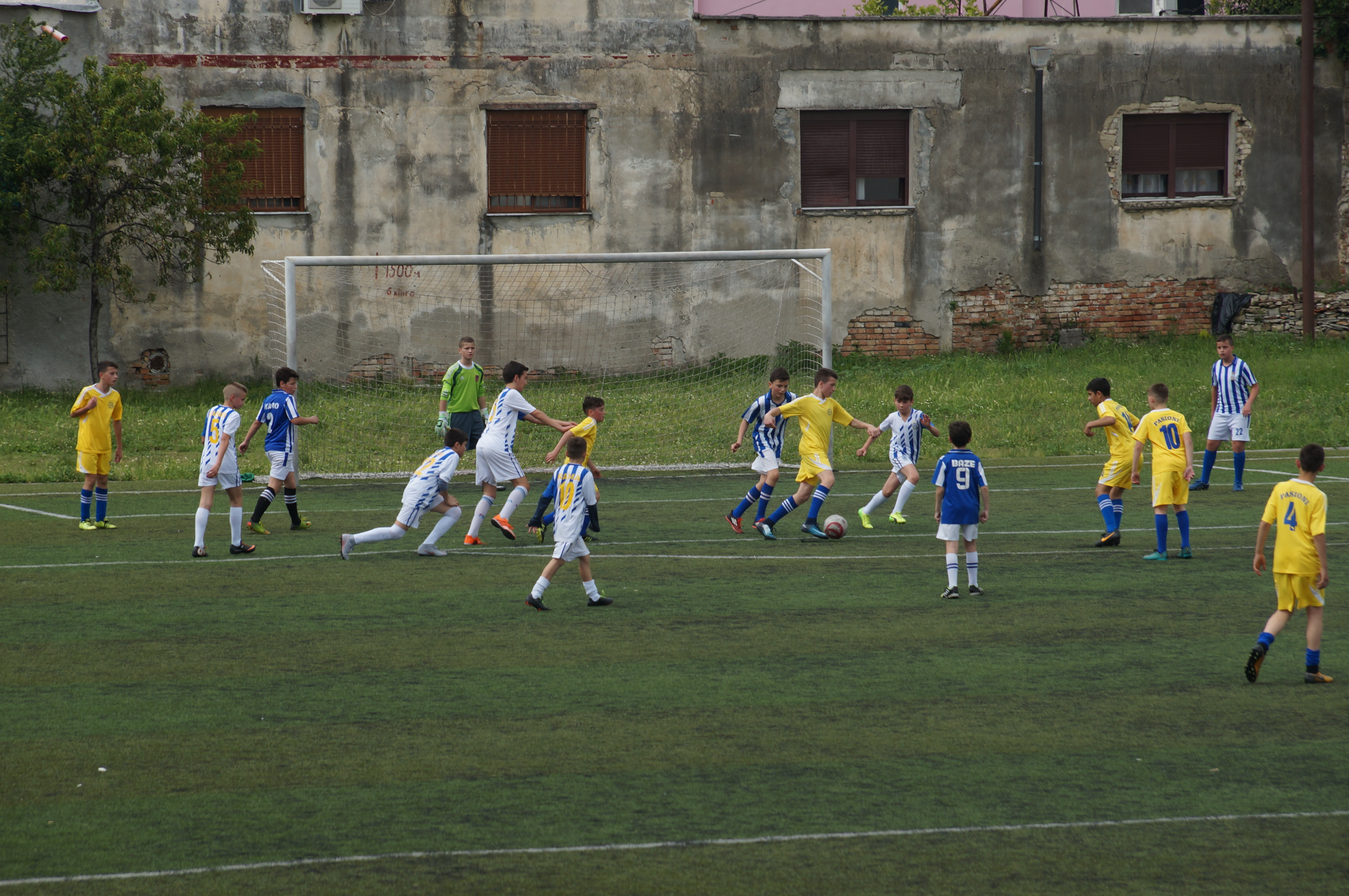
Boys_playing_soccer_1_(OSCAL19_trip)

El deporte infantil es una de las áreas  con más demanda o con mayor fuerza de solicitud de un psicólogo, ya sea por parte del entrenador, padres, directores de las escuelas, asociaciones o clubes deportivos, el psicólogo profesional  deberá incrementar sus propias herramientas y tener un conocimiento profundo de la psicología del niño  y su metodología del entrenamiento en esta área, su asistencia debe ser alta en eficacia y eficiencia, ya que están las implicaciones éticas de trabajar con niños y es donde más necesitan su presencia. También es en esta área donde los entrenadores se suelen sentir más presionados debido a que por una parte se enfrentan a la compleja tarea de perfeccionar la niño que aun sigue en proceso de desarrollo físico y psicológico, en lo que se enfrentan a la presencia ya sea excesiva o nula de los padres, que resulta un elemento perturbador e incluso clave para la actuación de los hijos, además de instituciones u organizaciones deportivas que “acosan” al entrenador, ya sea imponiendo regla de comportamiento o actuación dañinas para el niño o creando situaciones o circunstancias que no propicien el adecuado desarrollo de la preparación y entrenamiento deportivo. la psicología en el deporte infantil importante por la resolución de conflictos como, el entrenador, padres, públicos y lo primordial del desarrollo social del  niño.
Implicación de los padres en el deporte infantil
Reconocer cómo los esfuerzos que realizan los padres en cuanto a tiempo y dedicación en la práctica deportiva de sus hijos, resulta relevante ante la organización del deporte infantil . “Lo que durante décadas ha sido transmitido por la literatura científica, no parece tan evidente en el ámbito aplicado, donde la integración de la figura de los padres es muy escasa, incluso entendida como perjudicial en numerosas ocasiones. Desde hace ya 8 años, la LIGA BRAVE (Vega Baja del Río Segura, Alicante) persigue, a través de una competición en valores deportivos, que se desarrollen conductas deportivas en deportistas, padres y clubes de fútbol.” y es que no solo se trata del involucramiento de los padres en sí, sino también, la motivación que les dan o siembran en sus hijos y el papel que esta representa al momento de las prácticas.Y es que no solo se trata del involucramiento de los padres en sí, sino también, la motivación que les dan o siembran en sus hijos y el papel que esta representa al momento de las prácticas. 
Teoría de la autodeterminación
Un estudio realizado con base a la Teoría de la autodeterminación, por  los estudiantes de la Universidad Miguel Hernandez (UMH)  mostró que los padres juegan un papel fundamental para el desarrollo de las conductas autodeterminadas en los hijos/as, además, se refleja la necesidad de satisfacción de las necesidades psicológicas básicas para la aparición de conductas autodeterminadas, siendo la necesidad psicológica básica de apoyo a la autonomía en la que más influencia parecen tener los padres para el fomento de la aparición de estas en los hijos.